# 呂壽聰
呂壽聰（James Lu，1967年7月1日—）是马来西亚华人男性漫画家，来自馬六甲。代表作為《榴槤公主》和《榴槤D班》。

## 生平

### 早年
吕寿聪自小對繪畫十分感興趣，也經常关注馬來西亞漫画、雜誌週刊，日本漫畫和香港漫畫的內容與專欄。《名侦探柯南》、《多啦A梦》等都是他最先接觸的漫畫。他在小学和中学时代參與數次繪畫比賽，也包括海报比赛。由於獲得繪畫评审們的青睞，加上父母們的支持，这促使他对繪畫的兴趣日渐加深，並且勵志成為漫画家。
吕寿聪在中学毕业后，便來到吉隆坡大馬艺术学院就讀广告美术系。他在學院就讀期間也成為馬來西亞漫画家，张瑞成的漫畫助理，但后期因课业繁忙，只好辞职。吕寿聪从学院毕业后，先是担任从事广告美术插画工作。在广告公司工作7年期间，吕寿聪持续向《星洲日報》《星星》周刊投稿。吕寿聪存下资金后，在获《星星》周刊时任主编邀请，加入《星洲日报》任职美术员，成為《星洲日报》的时事漫画特约作者之一，就此開始他的漫畫生涯。

### 創作《榴槤公主》和其他相關作品
1997年，吕寿聪透过《星星》周刊发表《榴梿公主》，开始接触儿童教育漫画。《榴梿公主》刚面世时獲得反对声音，甚至认为漫画不适合作為校园讀物，直到2000年代才獲得廣泛接受與支持。隨後，呂壽聰离开星洲日報報館，到嘉阳悦读天地出版社寻求发表作品机会，其中包括繪本。

### 家庭与个人生活
呂壽聰有三位長兄。已婚人士，育有兩名兒子。信奉宗教是天主教。

## 作品

### 嘉阳悦读天地出版社
- 《榴槤公主》
- 《榴槤D班》

### Gempak Starz（角川平方）漫畫社
- 《对呀！对呀！》
- 《学校没有教的重要事件》

### 其它
- 《Seloka 21》馬來漫畫月刊
- 《Fantasi》馬來漫畫月刊
- 《HUMOR》馬來漫畫月刊
- 《生活》漫畫月刊
- 《方向》季刊（天主教信仰書刊）
- 《星星》周刊
- 《星洲日報》時事漫畫
- 《BAD CAT》
- 《圓圓的故事》
- 《小福報》雙週刊